# Trimezia chimantensis
Trimezia chimantensis là một loài thực vật có hoa trong họ Diên vĩ. Loài này được Steyerm. miêu tả khoa học đầu tiên năm 1984.